# Sergey Uspenski
Sergey Uspenski (ou Sergey Uspenskiy), né le 11 août 1958, est un pilote de rallyes russe.

## Biographie
Ce pilote, homme d'affaires, concourt en rallye depuis la fin des années 1980.
En 2004, il est nommé premier vice-président de la RAF (Fédération Automobile de Russie).
En 2006, il participe au championnat P-WRC, marquant des points aux rallyes du Mexique et d'Australie (terminant ainsi 10e du championnat mondial des voitures de production, son compatriote Aleksandr Dorosinski terminant quant à lui 11e, après sa participation de fin de saison au rallye de Nouvelle-Zélande).
Ses meilleurs résultats aux classements généraux des rallyes du WRC sont une 12e place au rallye d'Australie  et une 15e place à celui du Mexique, en cette même année 2006.
Sa copilote est Marina Danilova depuis 2007.

## Palmarès
- Sextuple Champion de Russie des rallyes: en 1997, 1998, 1999, 2004, 2005, et 2012 (à 54 ans):
  - 1997: sur Subaru Impreza 555 & Subaru Legacy RS;
  - 1998: sur Subaru Impreza WRC;
  - 1999: sur Subaru Impreza 555;
  - 2004: sur Subaru Impreza WRX STI;
  - 2005: sur Subaru Impreza WRX STI;
  - 2012: sur Subaru Impreza WRX STI.

## Victoires à retenir en championnat Russe
- 2005 et 2012 : Rallye Novorossiysk de Russie (sur Subaru Impreza);
- 2005 : Rallye Vyborg;
- 2005 : Rallye Kamennõi (Oural);
- 2004, 2005 et 2013 : Rallye Peno;
- 2003 et 2004 : Rallye Gukovo;
- 2004 : Rallye Ladoga;
- 2003 : Rallye Seliger;